# Hansa-Brandenburg B.I

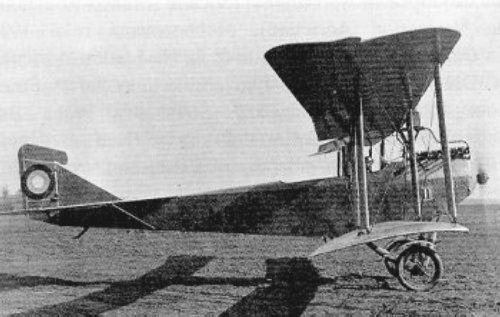
Czechosłowacka wersja Aero Ae01

Hansa-Brandenburg B.I – niemiecki samolot szkolny, zaprojektowany i zbudowany w 1915 roku w niemieckiej wytwórni lotniczej Hansa-Brandenburg.

## Historia
Samolot Hansa-Brandenburg B.I został skonstruowany przez inż. Ernsta Heinkela w 1915 roku i w tym samym roku zbudowano jego prototyp. Nosił oznaczenie fabryczne Hansa-Brandenburg FD i był rozwinięciem poprzedniego samolotu D, którego zbudowano tylko ok. 12 sztuk. Podczas lotów próbnych nowy samolot wykazywał dobrą stateczność i łatwość pilotażu, w związku z tym rozpoczęto produkcję seryjną tego samolotu w dwóch odmianach: B.I – samolot szkolny i zbliżonej C.I – samolot obserwacyjno-bombardujący.
Samolot Hansa Brandenburg B.I był zbudowany w układzie dwupłata i napędzany silnikiem rzędowym tłokowym Mercedes lub Austro-Daimler umieszczonym z przodu kadłuba. Kadłub miał konstrukcję kratownicową drewnianą, kryty był sklejką. Za silnikiem znajdowała się w kadłubie odkryta kabina, w której z przodu siedział instruktor lub obserwator, a za nim uczeń lub pilot. W odmianie szkolnej B.I kabina była wyposażona w podwójne urządzenia sterownicze. Usterzenie miała klasyczne skośne, kryte płótnem, zamontowane na końcu kadłuba. Linki do sterów kierunku i wysokości poprowadzono na zewnątrz po obu stronach kadłuba, co miało ułatwić ich konserwację i ewentualne naprawy. Płaty dwudźwigarowe o kształcie prostokątnym, kryte były płótnem. Połączone były ze sobą po każdej stronie dwoma parami rozpórek, charakterystycznie pochylonymi nieco ku kadłubowi oraz usztywnione skrzyżowanymi cięgnami. Lotki umieszczono na końcach górnego płata.
Odmiana obserwacyjno-bombardująca C.I różniła się od odmiany szkolnej tylko nieco innym kształtem usterzenia i mniejszą rozpiętością płatów oraz uzbrojeniem.
Niewielką produkcję seryjną uruchomiono na przełomie 1915/1916 roku w Niemczech, a na większą skalę budowano je na licencji w Austro-Węgrzech, przez KuK Fliegerarsenal Flugzeugwerke w Fischamend. Samoloty budowane w Austrii otrzymywały numery ewidencyjne rozpoczynające się od numerów serii: 75, 76, 77, 78, 79, 178, 179, 278, 279.
Ogółem we wszystkich zakładach do końca I wojny światowej wyprodukowało ponad 1500 samolotów Hansa Brandenburg B.I i C.I.
Po wojnie produkcję kontynuowano w Czechosłowacji, budując jego kolejne wersje: Letov Š-10 i Aero Ae-01.

## Użycie w lotnictwie
Samolotów Hansa Brandenburg B.I w czasie I wojny światowej używało głównie lotnictwo austro-węgierskie, na niewielką skalę niemieckie, do szkolenia pilotów.

## Użycie w lotnictwie polskim
W lotnictwie polskim samoloty Hansa Brandenburg B.I i C.I znalazły się w 1918 roku zaraz po odzyskaniu niepodległości. Zdobyto je od Niemców i Austriaków w liczbie 15 samolotów szkolnych B.I (ponadto, 33 samoloty C.I).
Używano ich przeważnie do szkolenia pilotów m.in. w Wojskowej Szkole Lotniczej na lotnisku mokotowskim w Warszawie i w Niższej Szkole Pilotów w Krakowie, a także w niektórych eskadrach.
W 1920 roku w czasie wojny polsko-bolszewickiej część samolotów Hansa Brandenburg B.I zastosowano do celów rozpoznawczych. W eskadrach szkolnych samoloty Hansa Brandenburg B.I znajdowały się do 1925 roku.

## Opis konstrukcji
Samolot Hansa Brandenburg B.I był dwumiejscowym samolotem szkolnym, dwupłatem o konstrukcji mieszanej, przeważnie drewnianej. Podwozie klasyczne – stałe. Napęd: 1 silnik rzędowy, tłokowy, śmigło dwułopatowe, drewniane. Stosowano różne silniki o mocy 100-120 KM (75-90 kW): Austro-Daimler, Hiero, Mercedes.